# Vatos Locos Klan (reedycja)
Vatos Locos Klan (reedycja) – trzynasty album studyjny polskiego rapera Karramby, będący reedycją albumu Vatos Locos Klan z 2001 roku. Wydawnictwo ukazało się 3 lutego 2017 roku nakładem wytwórni Gold Trade Music. Reedycja wzbogacona jest o zremasterowane utwory z oryginalnej wersji oraz jeden całkiem nowy singiel, do którego zrealizowany został klip wideo. Album po raz pierwszy oficjalnie był dostępny we wszystkich serwisach digital.

## Lista utworów
| Nr  | Tytuł utworu                                      | Długość |
| --- | ------------------------------------------------- | ------- |
| 1.  | „Intro”                                           | 1:40    |
| 2.  | „V” (gościnnie: Domi)                             | 4:04    |
| 3.  | „Po pierwsze” (gościnnie: Domi, 4Real)            | 3:52    |
| 4.  | „Cała Polska w temacie” (gościnnie: Domi, Dziura) | 4:52    |
| 5.  | „Jednaściecha”                                    | 0:43    |
| 6.  | „Vatos Locos Klan” (gościnnie: 4Real)             | 5:00    |
| 7.  | „Pocałuj mnie w dupę” (gościnnie: 4Real)          | 4:00    |
| 8.  | „Nie dla was, leszcze!!” (gościnnie: Blondi)      | 3:14    |
| 9.  | „Ty kurwo, frajerze!!!” (gościnnie: Marinero)     | 0:08    |
| 10. | „Czarna lista” (gościnnie: Dziura)                | 5:25    |
| 11. | „Dwieściechy”                                     | 0:42    |
| 12. | „Mój własny raj”                                  | 4:45    |
| 13. | „Dzieci gorszego Boga” (gościnnie: Iżol)          | 4:11    |
| 14. | „Trzyściechy” (gościnnie: Marinero)               | 1:10    |
| 15. | „Konfident”                                       | 0:40    |
| 16. | „W imię zasad”                                    | 2:47    |
| 17. | „Za texty...” (gościnnie: Marinero)               | 0:25    |
| 18. | „Zero ściemy” (gościnnie: Domi, Dziura, 4Real)    | 4:40    |
| 19. | „Ile kosztujesz?” (gościnnie: Domi, 4Real)        | 4:12    |
| 20. | „Nowy Jork płonie” (gościnnie: Domi, 4Real)       | 4:25    |
| 21. | „Ja też Cię kocham!” (gościnnie:PTX)              | 1:00    |
| 22. | „Twój własny raj” (gościnnie:PTX)                 | 4:02    |
| 23. | „Czteryściechy”                                   | 4:00    |
| 24. | „Booh! Booh!” (Bonus Track)                       | 3:21    |
|     |                                                   | 1:13:18 |